# Festivalanlæg
Et festivalanlæg er et mobilt musikanlæg, der specifikt er designet med henblik på at skulle medbringes på en campingplads tilknyttet en musikfestival. 
Festivalanlæg skal kunne fungere uafhængigt af en ekstern strøm. Et festivalanlæg omfatter lydkilde, batteri, forstærker og en højtaler.
De fleste danske musikfestivaler har restriktive regler for festivalanlæg. Jelling Musikfestival og Skanderborg Festival har fx forbud mod bilbatterier på campingområdet. Denne artikel handler om festivalanlæg, der kan anvendes på Roskilde Festivals campingareal.

## Overblik
Roskilde Festivalen samler hvert år over 100.000 mennesker på Roskilde Dyrskueplads. De fleste bor i telte på den tilknyttede campingplads op til fem dage før selve festivalpladsen åbner. Formentlig for at fordrive denne ventetid medbringer mange hjemmebyggede festivalanlæg. De varierer meget i størrelse og udformning. Nogle anlæg bærer præg af at være bygget efter de forhåndenværende søms princip, mens andre mere etablerede og ældre lejre kan have rigt udsmykkede og teknisk avancerede festivalanlæg. Som fx Coffincamp, Roskilde Open, Karmakanonen, Kilowattgruppen, Camp Skyline samt Van-Damme-Camp, Promilleservice og Orangecamp (de tre sidste deltager dog ikke længere på Roskilde festival).

## Teknik og opbygning
Hjemmebyggede festivalanlæg findes i mange former, farver og størrelser. Men princippet er det samme: Det skal kunne spille musik fra batterier, helst længe og så skal det være robust og til at transportere. Mange festivalanlæg er bygget i kasser og på trækvogne som på billedet. 

### Lydkilde
Ofte en mp3-afspiller eller en discman som medieafspiller.

### Batteri
Et eller flere 12-volts bil- eller forbrugsakkumulator er det mest almindelige. På Roskilde Festivalen kan man mod betaling genoplade dem i de to bycentre. Roskilde Festivalen indførte i 2009 en obligatorisk pant på 100 kr. per akkumulator, der skal betales når den indleveres til opladning. Dette var for at imødegå de bortskaffelsesproblemer, der opstår, når gæster efterlader et brugt batteri ved afrejse. Dette beløb bliver tilbagebetalt, når gæsten forlader campingområdet med batteriet. I 2011 var panten steget til 200 kr. per akkumulator og kunne først udbetales den sidste dag. Siden 2014 har der ikke været pant på opladning af bilbatterier.

### Forstærker
Eftersom de fleste festivalanlæg drives af 12-voltsbatterier, minder selve elektronikken meget om et musikanlæg i en bil. Her benyttes typisk 12-volts autoforstærkere (klasse D) og evt. en HEAD-unit (en autoradio) til betjening. Nogle anlæg benytter 'almindelige' 230-volts forsærkere, der trækker strøm fra akkumulatorer vha. en omformer med et vist effekttab. Fx Orangecamp, Van-Damme-Camp og Promilleservice.

### Højttaler
I lighed med et auto-anlæg bruger mange festivalanlæg autohøjtalere, der er bygget ind en større kasse med batteri og forstærker. Nogle større festivalanlæg bruger deciderede PA-højtalere.
Nogle camps udvikler selv deres højtalere som Camp Positive Energy, hvor en tidligere akustik ingeniørstuderende Martin Møller har udviklet et sæt højtalere der er 300 % mere effektive end konventionelle højtalere for at spare på den begrænsede energi der er på en festivalplads.

### Andet
Ud over at fungere som musikanlæg leverer mange festivalanlæg også strøm til opladning af mobiltelefoner, lys og kølebokse mv. I de seneste år er flere lejre begyndt at udstyre deres festivalanlæg med forskellige former for grønne energikilder. Det kan dels ses som et udtryk for Roskide Festivalens generelle fokus på at mindske CO2-udledning og global opvarmning, dels som et supplement til batterierne. Her kan nævnes:
- Solceller

Bruges af Karmakanonen, (tidligere) Promilleservice, (tidligere) Orangecamp, Roskilde Open, Kilowattgruppen, Camp Positive Energy m.fl.
- Solar turbine

Bruges af Camp Positive Energy
- Vindmøller

Bruges af (tidligere) Promilleservice, Camp Ufo-Aage, Camp Positive Energy m.fl.
- Brændselsceller

Bruges af (tidligere) Van-Damme-Camp
- Cykeldynamo

Bruges af Karmakanonen m.fl.
- Benzingeneratorer

...er forbudt på Roskilde Festival

## References
1. ↑  For mange regler: Flere store campingscener lukker – iBYEN.dk
2. ↑  "DTU-studerende bag super-effektive højttalere med bas-horn | Ingeniøren". Arkiveret fra originalen 1. maj 2011. Hentet 18. august 2011.
3. ↑  "Camp Positive Energy – a Roskilde Festival success". Arkiveret fra originalen 7. august 2011. Hentet 20. januar 2021.
4. ↑  Roskilde Festival 2009 – The Van Damme Camp – YouTube